# Холокост в Мстиславском районе
Холокост в Мстисла́вском районе — систематическое преследование и уничтожение евреев на территории Мстиславского района Могилёвской области оккупационными властями нацистской Германии и коллаборационистами в 1941—1944 годах во время Второй мировой войны, в рамках политики «Окончательного решения еврейского вопроса» — составная часть Холокоста в Белоруссии и Катастрофы европейского еврейства.

## Геноцид евреев в районе
Мстиславский район был полностью оккупирован немецкими войсками в июле 1941 года, и оккупация продлилась более трёх лет — до июля 1944 года. Нацисты включили Мстиславский район в состав территории, административно отнесённой к зоне армейского тыла группы армий «Центр». Комендатуры — полевые (фельдкомендатуры) и местные (ортскомендатуры) — обладали всей полнотой власти в районе.
Для осуществления политики геноцида и проведения карательных операций сразу вслед за войсками в район прибыли карательные подразделения войск СС, айнзатцгруппы, зондеркоманды, тайная полевая полиция (ГФП), полиция безопасности и СД, жандармерия и гестапо.
Во всех крупных деревнях района были созданы районные (волостные) управы и полицейские гарнизоны из коллаборационистов.
Одновременно с оккупацией нацисты и их приспешники начали поголовное уничтожение евреев. «Акции» (таким эвфемизмом гитлеровцы называли организованные ими массовые убийства) повторялись множество раз во многих местах. В тех населенных пунктах, где евреев убили не сразу, их содержали в условиях гетто вплоть до полного уничтожения, используя на тяжелых и грязных принудительных работах, от чего многие узники умерли от непосильных нагрузок в условиях постоянного голода и отсутствия медицинской помощи.
За время оккупации практически все евреи Мстиславского района были убиты, а немногие спасшиеся в большинстве воевали впоследствии в партизанских отрядах и подпольных группах. Например, группой врачей-подпольщиков в Мстиславле руководил Михаил Фридлянд. Он возглавлял подпольный военный госпиталь, откуда выздоравливающих переправляли к партизанам, и также освобождали от угона молодёжь. Фридлянд и многие другие подпольщики были убиты немцами.
Евреев в районе убивали в Мстиславле, Заречье, Михайлово, Парадино, Печковке, Шамово, Яновке и многих других местах.

## Гетто
Оккупационные власти под страхом смерти запретили евреям снимать желтые латы или шестиконечные звезды (опознавательные знаки на верхней одежде), выходить из гетто без специального разрешения, менять место проживания и квартиру внутри гетто, ходить по тротуарам, пользоваться общественным транспортом, находиться на территории парков и общественных мест, посещать школы.
Реализуя нацистскую программу уничтожения евреев, немцы создали на территории района 2 гетто.
- В гетто города Мстиславль (лето 1941 — 15 октября 1941) были замучены и убиты около 1300 евреев.
- В гетто деревни Шамово (лето 1941 — 1 февраля 1942) были убиты около 700 евреев.

## Случаи спасения и «Праведники народов мира»
Зайцев Иван был удостоен почетного звания «Праведник народов мира» от израильского мемориального института «Яд Вашем» «в знак глубочайшей признательности за помощь, оказанную еврейскому народу в годы Второй мировой войны» — за спасение Льва Сорина в деревне Судовщина.

## Память
Опубликованы неполные списки жертв геноцида евреев в Мстиславском районе.
Памятники убитым евреям района установлены в Мстиславле, Шамово, Печковке. Также в Печковке в центре деревни напротив исполкома в 1975 году установлен памятник всем 500 убитым жителям в виде скульптуры старика и девочки.